# 어니언 링
어니언 링(Onion rings)은 미국, 캐나다, 영국, 오스트레일리아, 말레이시아 등지 사람들이 양파를 가로로 잘라 반죽에 묻힌 후 튀겨 먹는 즉석 요리이다.

## 역사
어니언 링의 정확한 기원에 대해서는 알려진 바가 없으나, 1933년 《뉴욕 타임스 매거진》의 광고면에 크리스코(Crisco)사의 광고로서 어니언 링을 우유에 적셔 밀가루에 묻혀 튀긴 어니언 링 레시피가 등장하기는 했다.

## 같이 보기
- 감자 튀김
- 양파링 (농심)